# Rugulina
Rugulina là một chi ốc biển, là động vật thân mềm chân bụng sống ở biểns trong họ Pendromidae.

## Các loài
Các loài trong chi Rugulina gồm có:
- Rugulina monterosatoi (van Aartsen & Bogi, 1986)[3]
- Rugulina fragilis (Sars, 1878)[4]